# Prochelator kussakini
Prochelator kussakini is een pissebed uit de familie Desmosomatidae. De wetenschappelijke naam van de soort is voor het eerst geldig gepubliceerd in 1986 door Boris Vladimirovich Mezhov.